# Karel Řičář
Karel Řičář, též Karel Říčař (23. října 1900 Voděrady – 4. února 1977 Voděrady), byl československý politik a meziválečný poslanec Národního shromáždění za Československou stranu lidovou.

## Biografie
Byl chalupníkem ve Voděradech, obhospodařoval 2,42 hektarů půdy. Od roku 1922 se angažoval v orelském hnutí. V letech 1927-1945 byl starostou rodné obce. V květnu roku 1945 byl předsedou revolučního národního výboru, 31. května se členství v nově zvoleném MNV vzdal. Během okupace uchránil řadu místních občanů před totálním nasazením do Německa. Působil také v oblasti družstevnictví (zakladatel Hospodářského lidového družstva v Kostelci nad Orlicí) a pojišťovnictví (člen Národní pojišťovny v Praze).
V roce 1920 vstoupil do Československé strany lidové (ČSL), kde byl v letech 1931-1938 členem Zemského výkonného výboru v Čechách. Patřil do okruhu spolupracovníků Msgre. Bohumila Staška. Byl autorem mnoha článků v lidoveckém tisku (Lidové listy, Štít, Třetí generace). Používal pseudonym Jan Vrch. V parlamentních volbách v roce 1935 byl zvolen za ČSL do Národního shromáždění. Poslanecké křeslo si oficiálně podržel do zrušení parlamentu roku 1939, přičemž krátce předtím ještě v prosinci 1938 přestoupil do nově vzniklé Strany národní jednoty.
Po únoru 1948 se zcela stáhl do ústraní a vystoupil i z ČSL. Roku 1954 byl zatčen, obviněn z kontaktů s ilegální Křesťansko-demokratickou stranou a odsouzen pro trestný čin velezrady k deseti letům vězení a propadnutí majetku. Vězněn byl v Hradci Králové, na Pankráci, ve Valdicích a v Leopoldově. V roce 1960 byl propuštěn na amnestii. Poté až do své smrti pracoval v místním JZD. V roce 1968 se neúspěšně pokoušel o rehabilitaci a zapojil se opět do veřejného života. Znovu vstoupil do ČSL a účastnil se akcí K 231. V letech normalizace ze strany opět vystoupil. Soudně rehabilitován byl posmrtně až po pádu komunistického režimu v roce 1990.
Jeho vnuky jsou 2. biskup plzeňské diecéze Tomáš Holub a architekt Marek Řičář (později přijal jméno Josef Marek), stíhaný v rámci tzv. kauzy Budišov.